# Vallon-en-Sully
Vallon-en-Sully är en fransk kommun i departementet Allier, region Auvergne-Rhône-Alpes. Kommunen har 1 712 invånare (1999).

## Ekonomi
- Jordbruk
- Sågverk

## Utbildning
- Grundskola

## Sevärdheter
- Église Saint Blaise , 1100-tal
- Canal de Berry
- Slott från 1400-talet

## Transporter
Kommunen har en påfart till motorvägen A71 mellan Orléans och Clermont-Ferrand.

## Övrigt
- Alain-Fournier är född här.